# مقاطعة ديكالب (إنديانا)
مقاطعة ديكالب هي مقاطعة في إنديانا، بلغ عدد سكانها 42٬223  نسمة، في 2010، عاصمتها أوبرن، تبلغ مساحتها 942 كيلومتر مربع.

## الموقع
تشترك في الحدود مع:
- مقاطعة ستوبين
- مقاطعة ألين.

## التقسيمات الإدارية
- أوبرن.